# Frauenberger und Duschlberger Wald
Frauenberger und Duschlberger Wald, Frauenberger u. Duschlberger Wald – obszar wolny administracyjnie (gemeindefreies Gebiet) w Niemczech w kraju związkowym Bawaria, w rejencji Dolna Bawaria, w regionie Donau-Wald, w powiecie Freyung-Grafenau. Teren jest niezamieszkany.  